# دانشگاه غنا

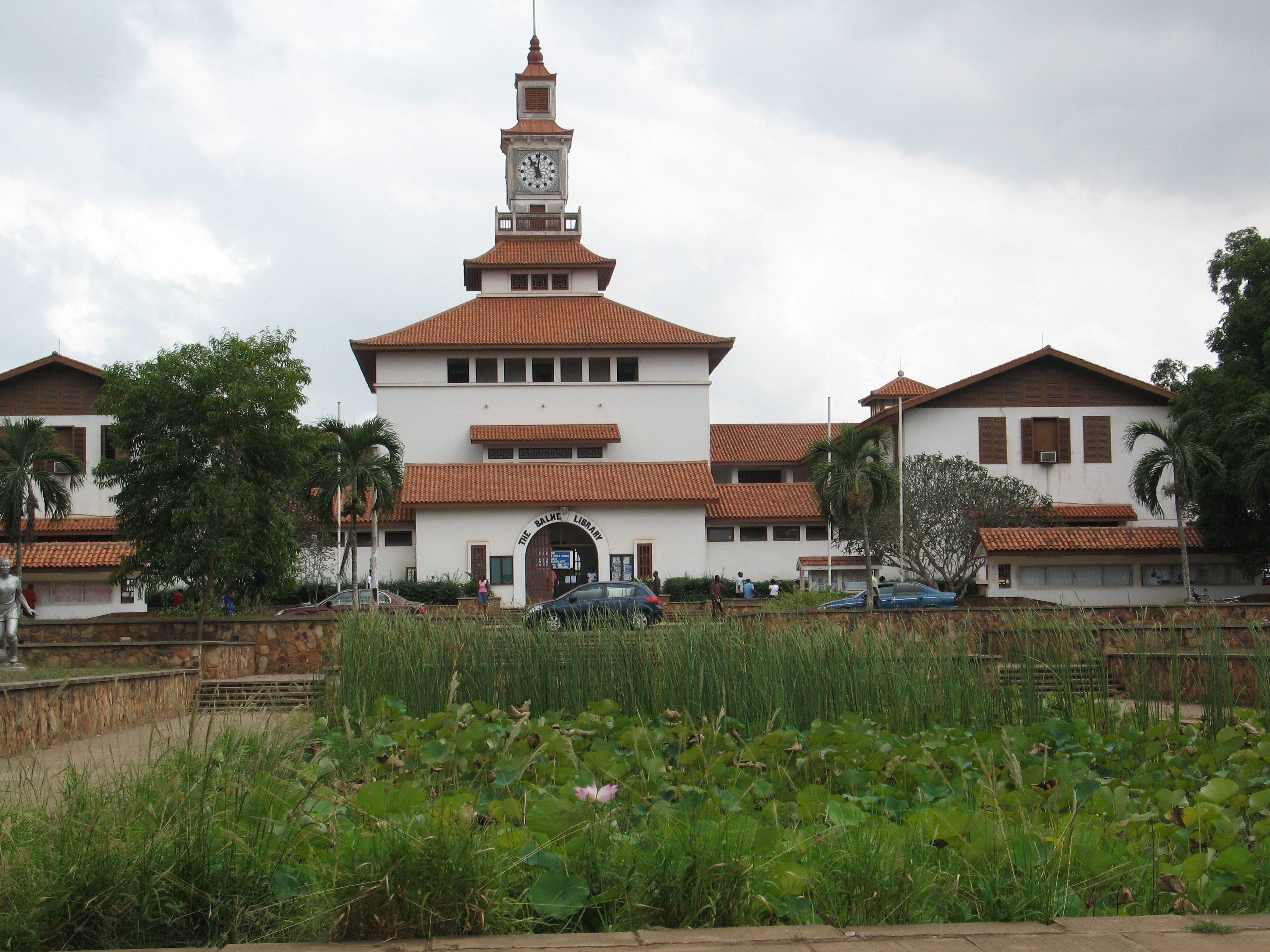
کتابخانه بالمه در دانشگاه غنا

دانشگاه غنا (به انگلیسی: University of Ghana) قدیمی‌ترین و بزرگترین دانشگاه دولتی کشور غنا است که در شهر آکرا قرار دارد. دانشگاه غنا در سال ۱۹۴۸ به عنوان دانشکده ساحل طلا تحت نظر دانشگاه لندن تأسیس شد. این دانشکده در سال ۱۹۵۷ در پی استقلال غنا، به صورت دانشگاهی مستقل در آمد و در سال ۱۹۴۸ رسماً دانشگاه غنا نامیده شد.